# Uraeginthus bengalus
El azulito carirrojo (Uraeginthus bengalus), también conocido como azulito de Senegal o cordón azul de mejillas rojas, es una especie de ave paseriforme de la familia Estrildidae propia de los herbazales secos del África subsahariana.

## Taxonomía
Fue descrito científicamente por Carlos Linneo en la edición de 1766 de su Systema Naturae, asignándolo al género Fringilla. Posteriormente fue movido al género Uraeginthus. Junto con el azulito coroniazul (Uraeginthus cyanocephalus) y el azulito angoleño (Uraeginthus angolensis) forma un complejo de especies dentro del género. Además, pueden formar un superespecie con el azulito angoleño, con el que comparte hábitats similares.
Hay cinco subespecies, que se diferencian principalmente en la cantidad de azul en la cara y las partes inferiores de las hembras.
- U. b. bengalus (Linnaeus, 1766)
- U. b. brunneigularis Mearns, 1911
- U. b. katangae Vincent, 1934[8]
- U. b. littoralis Someren, 1922
- U. b. ugogoensis Reichenow, 1911

El 15 de febrero de 2013, la American Ornithologists' Union marcó esta especie en su base de datos como sinónimo taxonómico de la familia incertae sedis que contiene al platanero (Coereba flaveola). No se dio ninguna explicación, y parecería que esto puede haber sido un error.

## Descripción

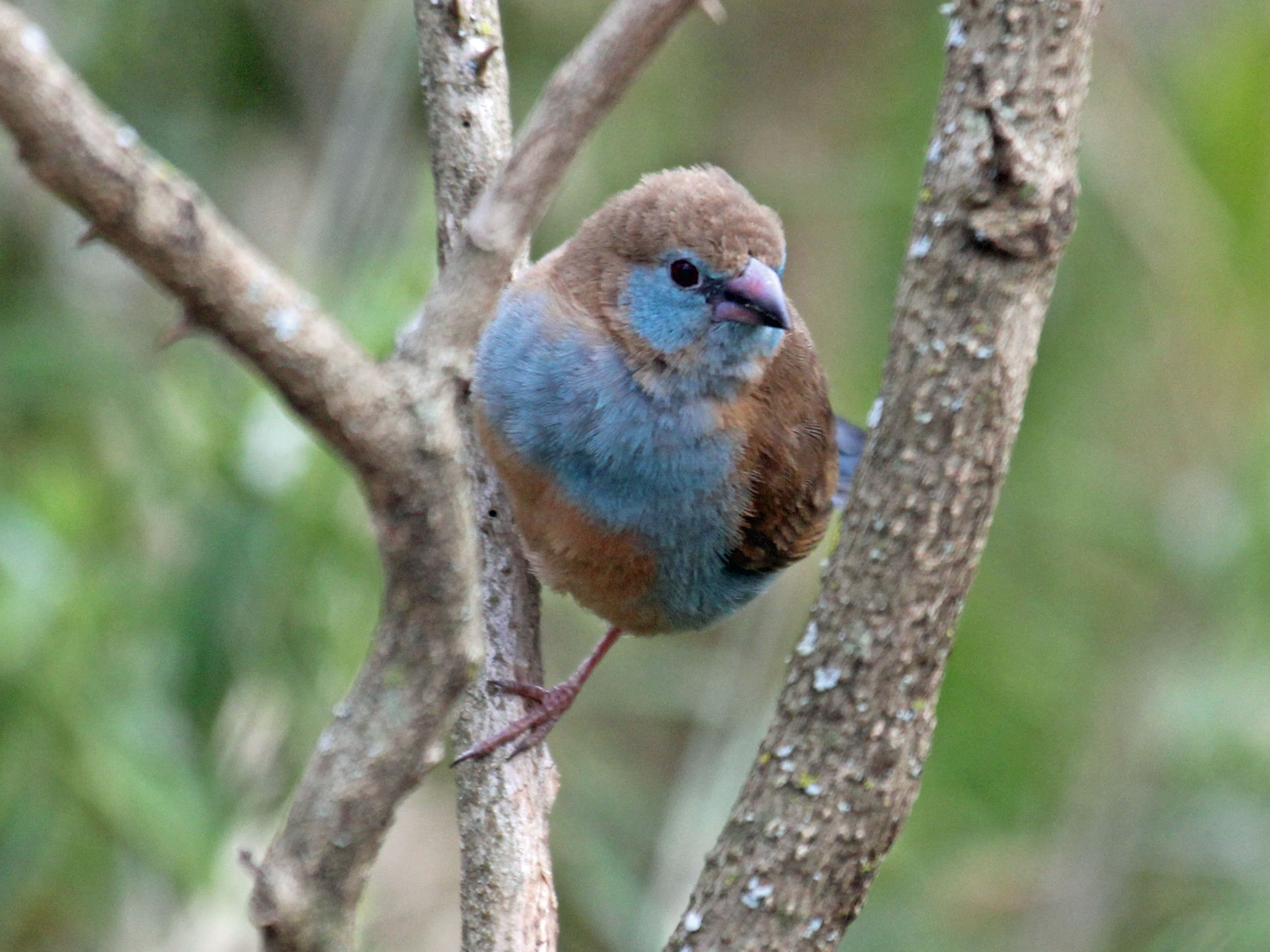
Hembra en Kenia

Al igual que los otros miembros de su género, es un pequeño pinzón de tan sólo 12,5 a 13 cm de longitud. Su peso medio es de 9,9 g, con extremos conocidos en las poblaciones silvestres que van desde 8,9 hasta 11 g. Los machos adultos tienen las partes superiores uniformemente marrones, el pecho los flancos y la cola de azul pálido y el vientre amarillento. Los machos tienen una mancha roja en cada mejilla, pero en raras ocasiones puede aparecer de color naranja o incluso amarillo. Las hembras son similares pero más apagadas, y carecen de las manchas en la mejillas. Las aves inmaduras son como la hembra, pero con el azul restringido a la cara y la garganta.

## Distribución y hábitat

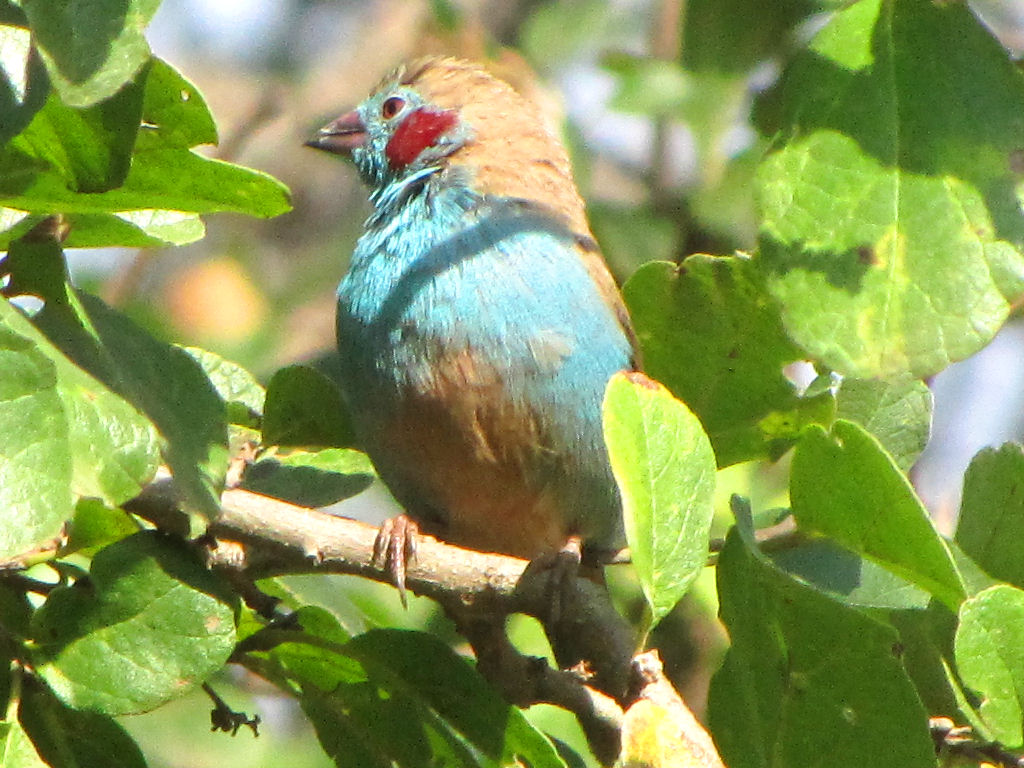
Ejemplar de Cordonbleu mejillas rojas (Uraeginthus bengalus) en su hábitat natural, comúnmente encontrado en pastizales secos y sabanas de África central y oriental.

Es común y generalizado en gran parte de África central y oriental. Su área de distribución se extiende desde Senegal, Gambia y el suroeste de Mauritania a través del sur Mali, el sur de Niger, el sur de Chad y el sur de Sudán a Etiopía y Somalia, se extiende hacia el sur hasta la República Democrática del Congo, al este de Angola, el norte y el oeste de Zambia, al sur de Tanzania y el norte de Mozambique. También se ha introducido para las islas hawaianas de Hawái y Oahu.
Se observa con frecuencia en pastizales secos y sabanas, así como alrededor de asentamientos humanos.

## Comportamiento

### Alimentación
Es granívoro, se alimenta principalmente de semillas de gramíneas, mijo y otras semillas pequeñas. También se sabe que se alimenta de forma esporádica de cera de abejas. Los granívoros más grandes, como la viuda colicinta (Vidua macroura), los ahuyentan de las fuentes de alimento, lo que limita las oportunidades de alimentación de las aves más pequeñas y afectan su éxito de forrajeo.

### Reproducción
Su nido es una gran estructura de hierba en forma de cúpula con una entrada lateral, construido en un árbol o arbusto, en el que la hembra pone 4-5 huevos blancos.